# لغط القلب
لَغَط القَلْب أو النَّفْخة القَلْبِية (بالانجليزية:Heart murmur) هي أصوات قلبية تنتُج عندما يتدفق الدم عبر واحد من صمامات القلب في وقت معين خلال الدورة القلبية، ويكون الصوت عاليًا بما فيه الكفاية ليُسمع بواسطة سماعة الطبيب.
هناك نوعان من اللغط: لغط وظيفي أو «لغط فسيولوجي»، وهو لغط القلب الذي يرجع أساسًا إلى الحالة الفسيولوجية في الجسم خارج القلب، مع سلامة هيكل القلب. بينما الأنواع الأخرى تشمل عيوب هيكلية في القلب نفسه.
قد يكون اللغط أيضا نتيجة لمشاكل مختلفة، مثل ضيق أو ارتجاع الصمامات، أو وجود ممرات غير طبيعية يتدفق الدم من خلالها داخل القلب أو بالقرب منه. تُعرَف هذه الأصوات باسم اللغط المرضي.
في معظم الأحيان يتم تصنيف لغط القلب حسب التوقيت، الاختلاف طِبقًا لوقت السماع مع نبضات القلب، إلى لغط القلب الانقباضي ولغط القلب الانبساطي. ويوجد أيضًا اللغط المستمر.

## التصنيف
يمكن تصنيف لغط إلى القلب بواسطة سبع خصائص مختلفة: التوقيت والشكل والمكان، والإشعاع، والشدة، التردد والجودة.
- يشير التوقيت إلى ما إذا كانت نفخة القلب هي نفخة انقباضية أو انبساطية.
- يشير الشكل إلى الشدة مع مرور الوقت. يمكن أن يكون اللغط متعاليًا أو صاعدًا (crescendo)، وهو يتزايد تدريجيًا في الشدة. لغط متخافض (Decrescendo)، وهو ينخفض تدريجيا في الشدة. لغط متغيّر (crescendo-decrescendo)، حيث يتبع الزيادة التدريجية في الشدة انخفاض تدريجي في الشدة أيضًا.
- يشير الموقع إلى المكان على القلب الذي يُسمَع فيه اللغط أفضل. هناك أربعة أماكن على جدار الصدر الأمامي للاستماع للغط القلب؛ تطابق هذه المواقع تقريبًا أجزاء محددة من القلب، ينبغي أن تُسمَع (من خلال سماعة الطبيب) أثناء استلقاء المريض. المواقع الأربعة هي:

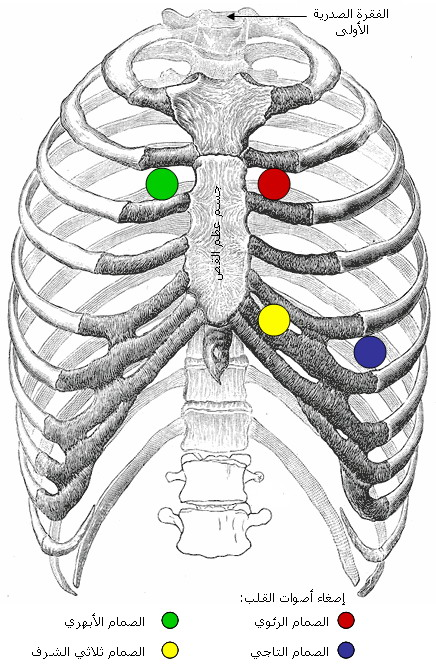
أفضل أماكن لسماع الأصوات الناتجة عن الصمامات.

- 1. منطقة الأورطى - المسافة الثانية اليمنى بين الضلوع.
  2. المنطقة الرئوية - المسافة الثانية اليسرى بين الضلوع.
  3. منطقة الصمام ثلاثي الشرفات - المسافة الرابعة اليسرى بين الضلوع.
  4. منطقة الصمام التاجي - المسافة الخامسة اليسرى بين الضلوع خط منتصف الترقوة.

من الطرق الإضافية التي يمكن أداءها لسماع اللغط:
- استلقاء المريض على جانبه الأيسر.
- جلوس المريض في وضع مستقيم.
- ميل المريض إلى الأمام مع الزفير.

- يشير الإشعاع إلى المكان الذي يمتد إليه صوت اللغط، ويكون الامتداد في اتجاه تدفق الدم.
- تشير الشدة إلى مدى علوّ صوت اللغط، ويتدرج وِفقًا للجدول ليفين، 1-6:[4][5]
  1. لغط يُسمَع فقط عند الاستماع بعناية لبعض الوقت.
  2. لغط غير واضح ولكن يُسمَع فورًا عند وضع السماعة على صدر المريض.
  3. لغط واضح مسموع بسهولة ولكن مع عدم وجود هرير واضح.[6]
  4. لغط واضح مع هرير واضح.
  5. لغط واضح مع هرير واضح. يكون اللغط ذي صوت عالٍ بحيث يُسمَع فقط عند لمس حافة سماعة الطبيب لصدر المريض.
  6. لغط واضح مع هرير واضح. لغط مسموع حتى عندما لا تلمس السماعة الصدر ولكن مرفوعة قبالة.
- قد يكون التردد منخفضًا أو متوسطًا أو عاليًا، ويتم تحديده ما إذا كان يمكن أن يُسمع أفضل باستخدام أي جزء من سماعة الطبيب.
- تشير الجودة إلى خصائص غير عادية للّغط، مثل اللغط الهادِر أو الموسيقي.[7]

## العلامات والأعراض
إذا كان الشخص لديه لغط غير مَرَضي، وهو الأكثر شيوعًا يُعرف باسم «لغط بريء»، فغالبًا لن يسبب أي علامات أو أعراض أخرى.
أما إذا كان اللغط مَرَضي فإنه يمكن ظهور علامات أو أعراض أخرى واضحة، مما يُشير إلى وجود مشكلة في القلب:
- زرقة الجلد، خاصةً أطراف الأصابع والشفاه
- التورُّم أو زيادة الوزن المفاجئ
- ضيق التنفس
- سعال مزمن
- تضخم الكبد
- ضعف الشهية وفشل النمو بشكل طبيعي (عند الرضّع)
- التعرق الكثيف مع أي مجهود
- ألم في الصدر
- دوخة
- إغماء

## العوامل التي تؤدي إلى تغيُّر أصوات اللغط
- يؤدي استنشاق الهواء إلى زيادة الضغط السلبي داخل الصدر، مما يُزيد من قدرة الدورة الدموية الرئوية، وبالتالي إطالة وقت الضخّ. وسيؤثر هذا على انغلاق الصمام الرئوي. هذه النتيجة، وتُسمّى أيضًا طريقة كارفالو، وجدت الدراسات أن لها حساسية 100٪ وخصوصية 80٪ إلى 88٪ في الكشف عن أصوات اللغط التي تنشأ في جانب القلب الأيمن.[8][9] على وجه التحديد؛ تصف طريقة كارفالو الإيجابية: الزيادة في شدة لغط ارتجاع الصمام ثلاثي الشرف أثناء الشهيق.[10]
- الوقوف المفاجئ
- القرفصاء، عن طريق زيادة طليعة تحميل القلب، وزيادة الحمولة التلوية.
- طريقة قبضة اليد، عن طريق زيادة الحمولة التلوية للقلب.
- مناورة فالسالفا، وجدت دراسة أن مناورة فالسالفا لديها حساسية 65٪، وخصوصية 96٪ في الكشف عن اعتلال عضلة القلب الضخامي الانسدادي (HOCM). يُخفِّض كلاً من الوقوف وطريقة فالسالفا من العائد الوريدي، وبالتالي يقلّ ملء البطين الأيسر، مما يؤدي إلى زيادة لغط اعتلال عضلة القلب الضخامي. على العكس من ذلك، تزيد القرفصاء من مقاومة الأوعية الدموية الجهازية، فتقلل اللغط. أيضًا ممارسة تمرين قبضة اليد ينتج عنه انخفاض في صوت اللغط.[11]
- استنشاق نتريت الأميل، وهو مُوسّع وعائي يقلل من اللغط الانقباضي في التحويلات من اليسار إلى اليمين في عيوب الحاجز البطيني، ويوضّح التحويلات من اليمين إلى اليسار في تضيق الصمام الرئوي وعيوب الحاجز البطيني.[12]
- ميثوكسامين
- وضعية المريض، حيث أن وضع المريض على جانبه الأيسر يسمح للغط في منطقة الصمام التاجي أن يكون أكثر وضوحًا.

### اللغط الانقباضي

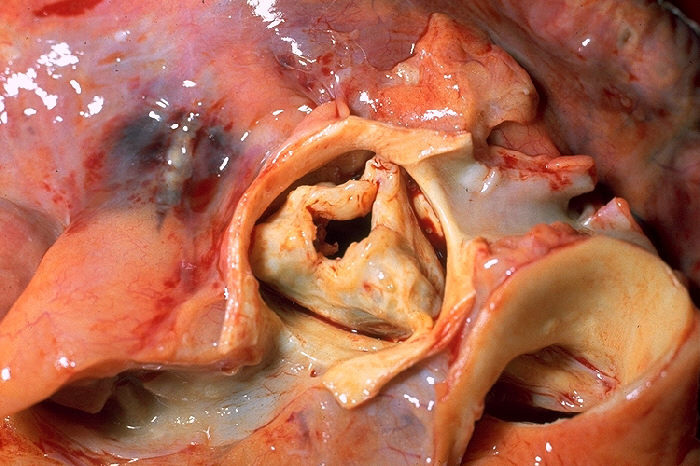
تضيق الصمام الأبهري

### اللغط الانبساطي

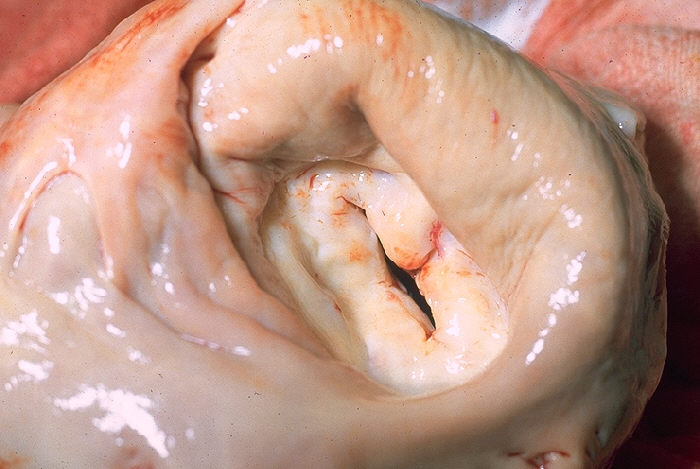
تضيق الصمام التاجي